# Seznam argentinskih filmskih režiserjev
Seznam argentinskih filmskih režiserjev.

## A
- Luis César Amadori

## B
- Héctor Babenco (1946-2016) (argentin.-brazil.)
- Leónidas Barletta (gledališki)?
- Sebastián Borensztein
- Enrique Buchichio (urugvajski)
- Daniel Burman

## C
- Juan José Campanella
- Mariano Cohn (1975)

## D
- Gastón Duprat (1969)

## F
- Cristina Fasulino

## G
- Eduardo de Gregorio (argentinsko-angl.-francoski)

## K
- León Klimovsky Dulfán (1906 - 1996) (argentinsko-španski)

## M
- Jeanine Meerapfel

## N
- Gaspar Noé

## O
- Héctor Olivera

## P
- Luis Puenzo

## S
- Fernando Ezequiel Solanas
- Eliseo Subiela (1944-2016)
- Santiago Svirsky
- Damián Szifron

## T
- Gonzalo Tobal
- Leopoldo Torre Nilsson

## Z
- Eugenio Zanetti